# Мамудовци
Мамудовци (мкд. Мамудовци) су насеље у Северној Македонији, у западном делу државе. Мамудовци припадају општини Кичево.

## Географија
Насеље Мамудовци је смештено у западном делу Северне Македоније. Од најближег већег града, Кичева, насеље је удаљено 3 km североисточно.
Мамудовци се налазе у историјској области Кичевија, око града Кичева. Село се сместило у на западним падинама планине Коњаник, док се западно од насеља пружа Кичевско поље. Надморска висина насеља је приближно 640 метара.
Клима у насељу, и поред знатне надморске висине, има жупне одлике, па је пре умерено континентална него планинска.

## Историја
Према подацима Васила Кнчова из 1900. године, у селу је живело 40 становника албанске националности..

## Становништво
Мамудовци су према последњем попису из 2002. године имали 401 становника,.
Већинско становништво у насељу чине Албанци (99%).
Претежна вероисповест месног становништва је ислам.

## Знаменитости
Археолошки локалитети:
- Бара—гробље из средњег века
- Бигор—насеље из касног античког доба